# Kon-Kidoun
Kon-Kidoun est un village du Cameroun situé dans la région du Centre et le département du Mbam-et-Inoubou. Il fait partie de la commune de Kon-Yambetta.

## Population
En 1966 le village comptait 454 habitants, principalement Yambetta.
Lors du recensement de 2005, on y dénombrait 602 personnes.